# Caputxó
El caputxó, el caputxet, el càvec, el clavell, el clavell de morro llarg, la corretja, el morell i la rajada (Dipturus oxyrinchus) és una espècie de peix de la família dels raids i de l'ordre dels raïformes.

## Morfologia
- Els mascles poden assolir 150 cm de longitud total.[1][2]

## Reproducció
És ovípar, esdevé sexualment madur en assolir 120 cm de llargària i les femelles ponen càpsules d'ous, les quals presenten com unes banyes a la closca.

## Alimentació
Menja animals bentònics.

## Hàbitat
És un peix marí i d'aigües profundes (65°N-15°N, 19°W-36°E) que viu entre 15–900 m de fondària.

## Distribució geogràfica
Es troba a l'oceà Atlàntic oriental: des de les costes centrals de Noruega fins al Senegal, incloent-hi les illes Fèroe, Skagerrak, la Mediterrània, les Illes Canàries i Madeira.

## Observacions
És inofensiu per als humans.